# POLR2C
POLR2C (англ. RNA polymerase II subunit C) – білок, який кодується однойменним геном, розташованим у людей на короткому плечі 16-ї хромосоми. Довжина поліпептидного ланцюга білка становить 275 амінокислот, а молекулярна маса — 31 441.
| 10         |  | 20         |  | 30         |  | 40         |  | 50         |
| ---------- |  | ---------- |  | ---------- |  | ---------- |  | ---------- |
| MPYANQPTVR |  | ITELTDENVK |  | FIIENTDLAV |  | ANSIRRVFIA |  | EVPIIAIDWV |
| QIDANSSVLH |  | DEFIAHRLGL |  | IPLISDDIVD |  | KLQYSRDCTC |  | EEFCPECSVE |
| FTLDVRCNED |  | QTRHVTSRDL |  | ISNSPRVIPV |  | TSRNRDNDPN |  | DYVEQDDILI |
| VKLRKGQELR |  | LRAYAKKGFG |  | KEHAKWNPTA |  | GVAFEYDPDN |  | ALRHTVYPKP |
| EEWPKSEYSE |  | LDEDESQAPY |  | DPNGKPERFY |  | YNVESCGSLR |  | PETIVLSALS |
| GLKKKLSDLQ |  | TQLSHEIQSD |  | VLTIN      |  |            |  |            |

A: Аланін

C: Цистеїн

D: Аспарагінова кислота

E: Глутамінова кислота

F: Фенілаланін

G: Гліцин

H: Гістидин

I: Ізолейцин

K: Лізин

L: Лейцин

M: Метіонін

N: Аспарагін

P: Пролін

Q: Глутамін

R: Аргінін

S: Серин

T: Треонін

V: Валін

W: Триптофан

Кодований геном білок за функцією належить до фосфопротеїнів. 
Задіяний у такому біологічному процесі, як транскрипція. 
Локалізований у ядрі.